# Eupterotegaeus flavus
Eupterotegaeus flavus är en kvalsterart som först beskrevs av Ewing 1918.  Eupterotegaeus flavus ingår i släktet Eupterotegaeus och familjen Cepheidae. Inga underarter finns listade i Catalogue of Life.